# 1 Crónicas 28
1 Crónicas 28 es el vigesimoctavo capítulo de los Libros de Crónicas en la Biblia hebrea o el Primer Libro de Crónicas en el Antiguo Testamento de la  Biblia Cristiana. El libro está recopilado a partir de fuentes más antiguas por una persona o grupo desconocido, designado por los estudiosos modernos como «el Cronista», y su forma final se estableció a finales del siglo V o IV a. C. Este capítulo registra el discurso final de David a todos los funcionarios de Israel (versículos 2-8) y a Salomón (versículos 9-10, 20-21), entregándole específicamente los planos para la construcción del templo (versículos 11-19). Todo el capítulo pertenece a la sección que se centra en el reinado de David (1 Crónicas 9:35 a 29:30), que desde el capítulo 22 hasta el final no tiene paralelo en 2 Samuel.

## Texto
Este capítulo fue escrito originalmente en el idioma hebreo y está dividido en 21 versículos.

### Testigos textuales
Algunos manuscritos antiguos que contienen el texto de este capítulo en hebreo bíblico son de la tradición del Texto masorético, que incluye el Códice de Alepo (siglo X) y el Códice Leningradensis (1008).
También existe una traducción al griego koiné conocida como la Septuaginta, realizada en los últimos siglos a. C. Entre los manuscritos antiguos existentes de la versión de la Septuaginta se encuentran el Códice Vaticano (B; {\displaystyle \ ara{G}}B; siglo IV), Codex Sinaiticus (S; BHK: {\displaystyle \ ara{G}}S; siglo IV), Codex Alexandrinus (A; {\displaystyle \ ara{G}}A; siglo V) y Codex Marchalianus (Q; {\displaystyle \ ara{G}}Q; siglo VI).

## Discurso de David a los líderes de Israel (28:1-8)
Esta sección aparentemente continúa desde 1 Crónicas 23:1-2. Después de organizar la administración de su reino, David reúne una «gran convocatoria nacional» para preparar el reinado de Salomón, conseguir el apoyo de los líderes para el nuevo rey y presenciar sus mensajes finales. Dicha reunión o asamblea se registra a menudo en las Crónicas (1 Crónicas 13:5; 15:3, 2 Crónicas 5:2-3, 11:1; 20:26) La promesa de Dios dada a través de Natán (1 Crónicas 17) se repitió con algunas variaciones individuales, junto con la comparación de David y Salomón siendo seleccionados para sus reinados (versículos 4-5) con el sistema de sorteo, señalando a YHWH como la fuerza activa en la creación de un reino eterno (versículos 7-8).

## David entregó el plan del templo a Salomón (28:9-21)
David se dirigió brevemente a Salomón en los versículos 9-10 con un «tono adaptado de un teologumeno deuteronomista», llamando a su hijo a servir a YHWH con mente (indivisa) y corazón dispuestos. En los versículos 11-19, David transfirió a Salomón sus planes para la construcción del templo, sus materiales y todos los asuntos relacionados con él, basados en los planes de Dios dados a Moisés en Éxodo 25-31. También se asemeja a los planos de la construcción del nuevo templo mostrados a Ezequiel (Ezequiel 40–44). Luego, en los versículos 20-21, David le recordó a Salomón la presencia de Dios junto con el apoyo voluntario de los sacerdotes, los levitas y toda la población, que proporcionan una condición ideal para ejecutar el plan de construcción.

### Versículo 20
Y David dijo a Salomón su hijo: Sé fuerte y valiente, y hazlo: no temas ni desmayes, porque el Señor Dios, mi Dios, estará contigo; no te dejará ni te abandonará hasta que hayas terminado toda la obra para el servicio de la casa del Señor.
El mensaje de transición de David a Salomón recuerda al de Moisés a Josué, especialmente por la frase «sé fuerte y valiente» (Deuteronomio 31:7; 31:23; Josué 1:6-18).